# Carex heterostachya
Carex heterostachya är en halvgräsart som beskrevs av Aleksandr Andrejevitj Bunge. Carex heterostachya ingår i släktet starrar, och familjen halvgräs. Inga underarter finns listade i Catalogue of Life.